# Віллі де Віт
Вілльям Теодор де Віт (англ. William Theodore deWit; нар. 13 червня 1961, Трі-Гіллс) — канадський професійний боксер, призер Олімпійських ігор.

## Аматорська кар'єра
Перші поєдинки Віллі де Віта на провінційному рівні відбулися в 1979 році, а з початку 1980-их років він представляв Канаду на міжнародній арені. 1982 року став чемпіоном Канади у тільки но створеній надважкій вазі (понад 91 кг). На чемпіонаті світу 1982 здобув перемогу над Клаусом-Дітер Шмідом (НДР), а у чвертьфіналі програв Петеру Гуссінгу (ФРН).
Того ж року на Іграх Співдружності, здобувши дві перемоги, виграв золоту медаль.
З 1983 року виступав у важкій категорії (до 91 кг). Того року став чемпіоном Північної Америки, здобувши у фіналі перемогу над Генрі Тіллманом (США). На Кубку світу 1983, здобувши одну перемогу, не вийшов на бій у півфіналі проти Луїсу Кастільйо (Еквадор) і отримав бронзову медаль.
1984 року на Олімпійських іграх 1984 завоював срібну медаль.
- В 1/8 фіналу переміг Мохамеда Бушиша (Алжир) — 5-0
- У чвертьфіналі переміг Додовіка Овіні (Уганда) — KO-1
- У півфіналі переміг Арнольда Вандерліде (Нідерланди) — 3-2
- У фіналі переміг Генрі Тіллману (США) — 0-5

## Професіональна кар'єра
Дебютував на профірингу у грудні 1984 року. Впродовж п'яти років провів 22 боя, зазнавши в них лише однієї поразки. В останньому поєдинку 29 березня 1988 року знов зустрівся з Генрі Тіллманом і здобув перемогу.  